# Октант (сузір'я)

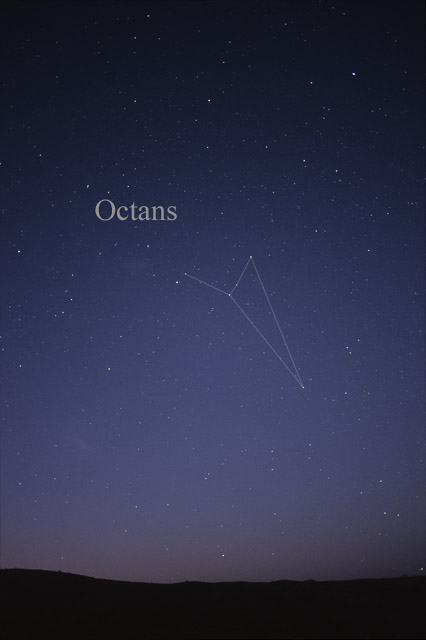
Октант неозброєним оком.

Окта́нт (лат. Octans) — сузір'я південної півкулі неба. Містить 56 зір, видимих неозброєним оком. У сузір'ї Октанта перебуває Південний полюс світу.
Сузір'я запропоноване французьким астрономом Лакайлем 1754 року, без назви, а 1756 року отримало назву астрономічного приладу октанта (фр. l'Octans de Reflexion — «дзеркальний октант»). Ця назва згодом була латинізована й скорочена.
Зоря σ Октанта є найближчою до південного полюсу, видимою неозброєним оком. Однак застосовувати її для навігації та орієнтування на полюс доволі незручно через тьмяність (видима зоряна величина — 5,5).